# Podgórnoie (Romànovka)
|  | Per a altres significats, vegeu «Podgórnoie». |

Podgórnoie (en rus: Подгорное) és un poble de l'óblast de Saràtov, a Rússia, segons el cens del 2010 tenia 1.096 habitants. Pertany al districte municipal de Romànovka.